# Budae-jjigae
Budae-jjigae (부대찌개; literalmente “ensopado de base militar”) ou ensopado de salsicha é um tipo de jigae (ensopado) feito com presunto, salsicha, feijões cozidos e kimchi. O prato foi criado logo depois do armistício que encerrou a Guerra da Coreia, usando comida roubada ou contrabandeada do estoque excedente das bases militares estadounidenses. 2 Apesar do prato ter sido desenvolvido no período de pobreza do pós-guerra, ele continuou sendo popular durante o crescimento econômico da Coreia e é popular até hoje. Existem restaurantes especializados em budae-jjigae, e o prato é agora um comum anju (aperitivos que acompanham o consume de bebida alcoólica) e um almoço rápido em bairros universitários.

## Etimologia
Budae (부대) é uma unidade militar, geralmente uma “tropa”. O acampamento de uma tropa também é chamado de budae, a palavra gun budae (군부대; "acampamento militar")  é usada para se referir a acampamentos militares num geral e migun budae (미군부대; "acampamento militar americano") para tratar das bases militares dos Estados Unidos. Jjigae (찌개), ou “ensopado", é uma sopa mais grossa do que guk (sopa).

## História
Após a Guerra da Coreia, alimentos eram escassos na Coreia do Sul. Cidadãos que moravam próximos à bases militares estado-unidenses, nas áreas de Ujieongbu, Pyeongtaek e Munsan, na província de Gyeonggi, comiam os estoques excessivos de alimento das bases; comumente produtos de carne processada, conhecidos como budae-gogi (부대고기; “carne de acampamento militar"), como presunto, salsicha e Spam, junto com feijões enlatados. É dito que o prato surgiu como um lanche refogado feito de salsichas, presunto, repolho e cebolas, feito para acompanhar makgeolli (vinho de arroz), mas posteriormente caldo de sardinha aromatizado com gochuang e kimchi foi adicionado para criar o ensopado nos moldes do feito hoje em dia. O ensopado também era chamado de Jonseun-tang (존슨탕; "sopa Johnson"), Johnson sendo o ex-presidente dos Estados Unidos Lyndon B. Johnson, que supostamente se deliciou com o budae-jjigae durante sua visita à Coreia. Os ingredientes eram frequentemente roubados ou contrabandeados em mercados ilegais, já que produtos estadounidenses não eram legalmente acessíveis para coreanos.
Budae-jjigae ainda é bastante popular na Coreia do Sul. Ingredientes comuns hoje em dia incluem salsicha vienense, bacon, tofu, carne suína, carne moída, miojo, queijo processado, tteok (bolinho de arroz), mussarela, cebolinha, pimentas chili, alho, cogumelo e qualquer vegetal que esteja na estação.
A cidade de Ujieongbu, que faz fronteira com Seul ao sul e tem muitas bases militares, é famosa por seu budae-jjigae. No fim do século XX, a cidade estipulou a retirada da conotação defasada e militar do nome do prato, mas a decisão não teve grande adesão. Também existe uma localidade que é popularmente chamada de “Rua de Budae-jjigae” na cidade, que concentra muitos restaurantes especializados em server o prato.